# Chữ tượng hình chạm khắc

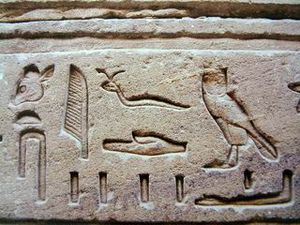
Chữ tượng hình Ai Cập điển hình của thời Graeco-La Mã, được điêu khắc trong một bức phù điêu.
Các ký tự tượng hình: Rắn độc, Con Cú, 'bánh mì', vải xếp gấp.

Chữ tượng hình (hieroglyph, trong tiếng Hy Lạp nghĩa là "chữ viết thiêng liêng") là một sáng tạo của người Ai Cập cổ đại về hệ thống chữ viết. Chữ tượng hình về cơ bản là các ký hiệu hình ảnh trực quanh mang tính gợi hình, gợi nhớ đến các vật thể, hành động, ý nghĩ... và chữ tượng hình được sử dụng trong thời kỳ Ai Cập cổ đại được gọi là "chữ tượng hình Ai Cập".
Người Ai Cập đã phát minh ra các ký tự hình ảnh của riêng mình. Sự xuất hiện của những con số đặc biệt trong khoảng năm 3000 trước công nguyên đã đánh dấu sự khởi đầu của nền văn minh Ai Cập. Mặc dù chỉ dựa trên hình ảnh, chữ viết của Ai Cập đã có nhiều ý nghĩa tinh vi hơn trong mỗi chữ viết. Mỗi hình ảnh/tượng hình phục vụ ba chức năng: (1) để đại diện cho các hình ảnh của một điều, lời nói hay hành động nào đó, (2) đại diện cho những âm thanh (phát âm) phát ra của một âm tiết, và (3) là để làm rõ ý nghĩa chính xác của các họa tiết liền kề của họa tiết này (nghĩa của cả 'câu'). Để viết được chữ tượng hình cần một kỹ năng nghệ thuật, và hiện nay chỉ có một số lượng người rất hạn chế quyết định chọn để tìm hiểu về nó.

## Các loại chữ tượng hình
Các hệ chữ viết cổ đại sau đây thường được cho là một loại chữ tượng hình:
- Chữ tượng hình Anatilian
- Chữ tượng hình Aztec
- Chữ tượng hình Chukchi (xem Tenevil)
- Chữ tượng hình Cretan
- Chữ tượng hình Ai Cập
- Chữ tượng hình Maya
- Chữ tượng hình Mi'kmaq
- Chữ tượng hình Muisca
- Chữ tượng hình Ojibwe
- Chữ tượng hình Olmec
- Chữ viết Trung Quốc